# 多蕊肖菝葜
多蕊肖菝葜（学名：Heterosmilax polyandra），为百合科肖菝葜属下的一个种。